# Fronton du temple de Talamone

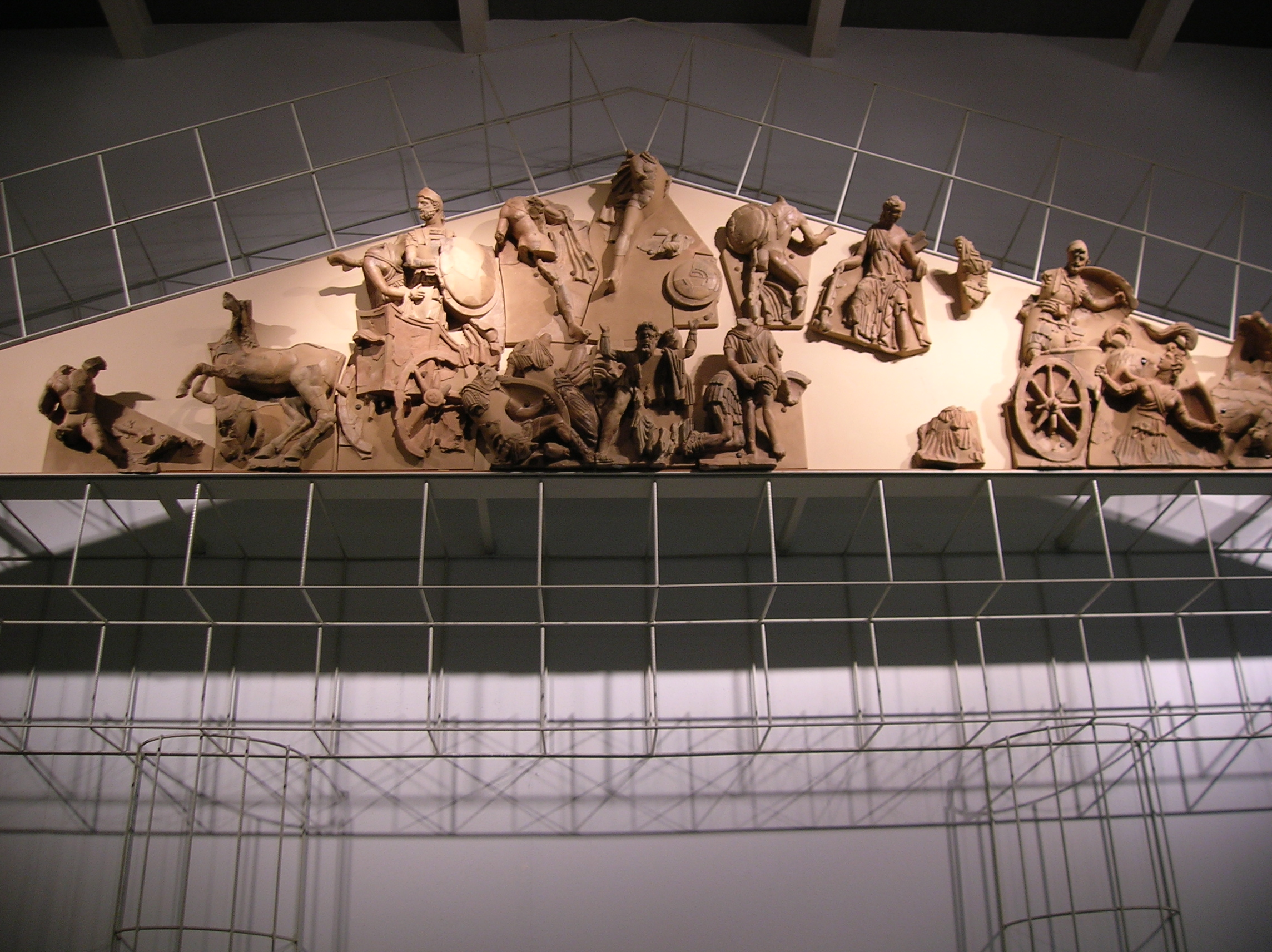
Reconstitution avec éléments d'origine.

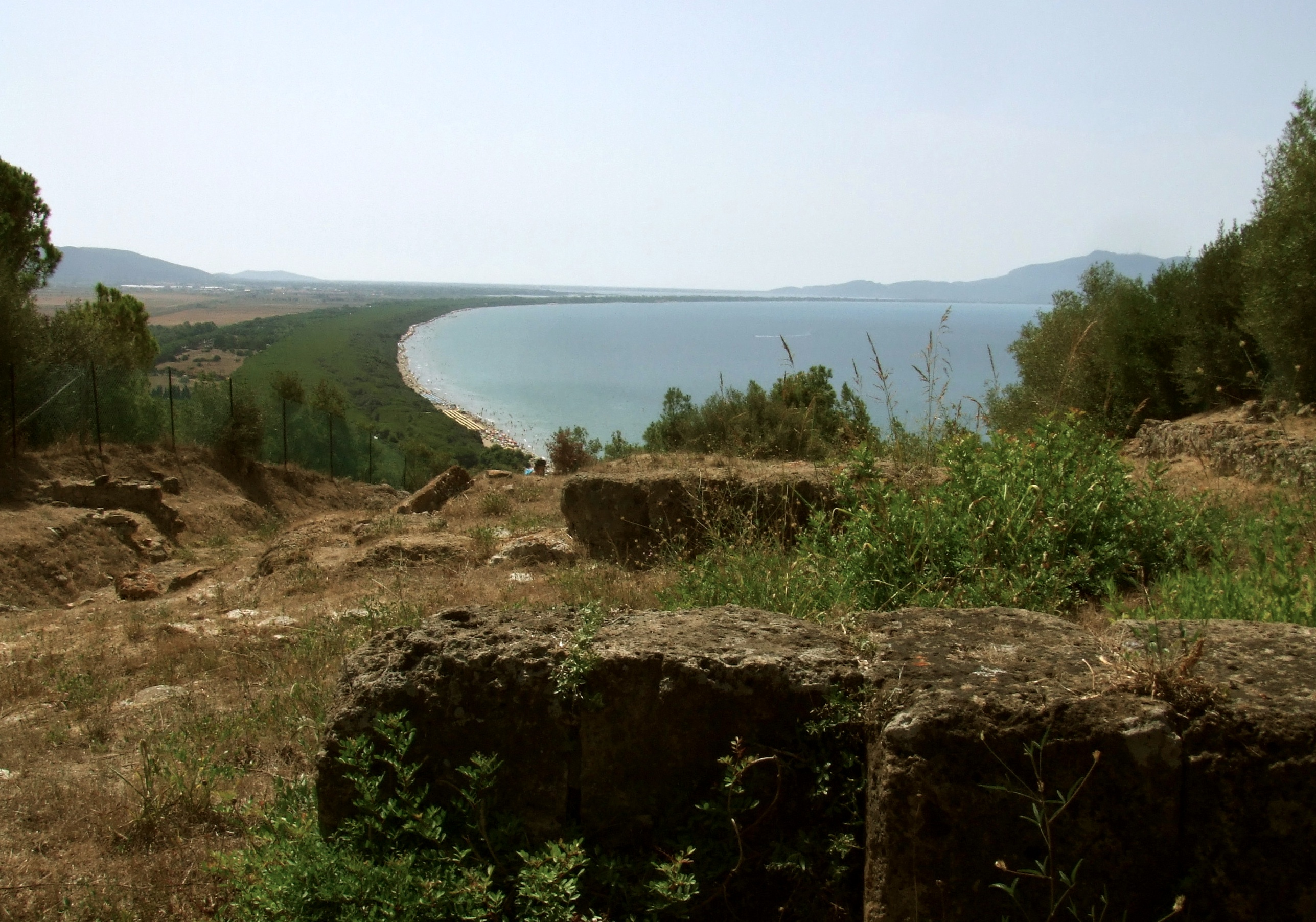
Les ruines du temple sur fond de lagune d'Orbetello.

Le fronton du temple de Talamone est le vestige reconstitué à partir de pièces archéologiques d'un fronton de temple étrusque retrouvées au sommet du poggio Talamonaccio à Talamone, une frazione d'Orbetello (province de Grosseto, Toscane, Italie).

## Histoire
La découverte dans les dernières années du XIXe siècle des vestiges d'un fronton de temple étrusque de la période hellénistique (150 av. J.-C.) sur lequel est représenté le mythe des  Sept contre Thèbes. 
La découverte a été faite en plusieurs fois, à la suite de la construction d'un fortin militaire qui causa la destruction de deux enceintes de murs, de maisons, routes, appartenant au vieux centre étrusque du IVe siècle av. J.-C. et à l'habitat du Moyen Âge. 
Les pièces archéologiques en terre cuite sont celles d'un temple composant les premiers éléments du fronton de Talamone.
Juste après sa mise au jour, les pièces archéologiques ont été transportées à Florence et le fronton a été reconstitué dans une salle du musée archéologique.
Des fouilles régulières dans la zone ont été possibles seulement après la démilitarisation de la zone, dans les années 1960. 
Après les fouilles successives (1962 - 1969), mais surtout après la crue de l'Arno de 1966 qui provoqua d'importants dommages au musée florentin, il fut procédé à une nouvelle recomposition de l'ensemble en corrigeant les imprécisions et en l'enrichissant de nouvelles pièces.
En 2001 il a été décidé de le transférer à Orbetello dans la Caserma Umberto I où il se trouve toujours.

## Situation du temple
L'emplacement du temple sur la pente sud-est du col de Talamonaccio, et sa façade orientée vers la mer,  constituait un point de référence pour les navires venant du sud tandis que le monument n'était pas visible de la baie sous-jacente.

## Description du fronton
La scène représentée est celle du duel fratricide entre Étéocle et Polynice, sur l'arrière-plan du siège de Thèbes, acte final du mythe d'Œdipe. 
Le fronton comporte en son centre Œdipe aveugle, agenouillé, sur les côtés ses deux fils mourants Étéocle et Polynice ; à gauche se trouve  Adraste qui s'enfuit sur un bige tandis que sur la droite Amphiaraos est précipité dans les enfers avec son char.
Le fronton possède certaines particularités qui le rendent unique dans son genre dans toute l'Étrurie. Avant toute chose le fait que les sculpteurs se sont ingéniés à créer des figures inclinées vers l'avant de telle façon à avoir une vision meilleure par le bas. 
L’autre particularité réside dans la richesse des personnages et de la complexité de la scène sculptée.

## Sources
- Voir lien externe.